# Roszyce
Roszyce (deutsch Roschwitz) ist ein Ort in der Landgemeinde Kłodzko im Powiat Kłodzki der Woiwodschaft Niederschlesien in Polen. Es liegt fünf Kilometer westlich von Kłodzko (Glatz).

## Geographie
Roszyce liegt auf einer Hochfläche zwischen der Reinerzer Weistritz (polnisch Bystrzyca Dusznicka) und der Steine (Ścinawka) unweit der Europastraße 67. Nachbarorte sind Piszkowice (Pischkowitz) im Norden, Korytów (Korytau) im Nordosten, Mikowice (Mügwitz) und Szalejów Dolny (Niederschwedeldorf) im Südosten, Szalejów Górny (Oberschwedeldorf) im Südwesten sowie Kamieniec (Kamnitz) und Ruszowice (Roschwitz) im Nordwesten.

## Geschichte
Roszyce wurde erstmals 1348 als „Roschicz“ und „Rouschwicz“ erwähnt. Weitere Schreibweisen waren „Roschwicz“ und „Ruschwicz“ (1350) und 1362 „Rosscicz“. Es gehörte von Anfang an zum böhmischen Glatzer Land, mit dem es die Geschichte seiner politischen und kirchlichen Zugehörigkeit von Anfang an teilte. Es bestand aus zwei Anteilen:
- Ein Anteil gehörte 1575 dem Georg Daniel auf Oberhannsdorf. Da dieser 1578 ohne männliche Nachkommen starb, fielen seine Besitzungen als erledigtes Lehen durch Heimfall an Kaiser Rudolph II. in seiner Eigenschaft als König von Böhmen.
- Ein weiterer Anteil war 1531 im Besitz des Hans von Donig und Zdanitz auf Niedersteine. Nach dessen Tod um 1535 wurden seine Besitzungen auf seine sechs Söhne aufgeteilt. Den Anteil von Roschwitz mit sieben Bauern erbte der dritte Sohn Melchior von Donig auf Seifersdorf. 1570 erbte diesen Anteil dessen Bruder Absolon von Donig. Er verkaufte seinen Roschwitzer Besitz 1579 dem Landesherrn  Rudolf II. zu dessen Kammergütern.

Nach den Ersten Schlesischen Krieg 1742 und endgültig mit dem Hubertusburger Frieden 1763 fiel Roschwitz zusammen mit der Grafschaft Glatz an Preußen. Nach der Neugliederung Preußens gehörte es seit 1815 zur Provinz Schlesien und wurde 1816 dem Landkreis Glatz eingegliedert, mit dem es bis 1945 verbunden blieb. Zum 28. Februar 1874 wurde die Roschwitz dem Amtsbezirk Koritau zugewiesen. 1939 wurden 224 Einwohner gezählt.
Als Folge des Zweiten Weltkriegs fiel Roschwitz 1945 wie fast ganz Schlesien an Polen und wurde in Roszyce umbenannt. Die deutsche Bevölkerung wurde vertrieben. Die neu angesiedelten Bewohner waren teilweise Zwangsumgesiedelte aus Ostpolen, das an die Sowjetunion gefallen war. In den Jahren 1975 bis 1998 gehörte Roszyce zur Woiwodschaft Wałbrzych (Waldenburg).

## Sehenswürdigkeiten
- Bildstock mit dem böhmischen Landesheiligen Johannes von Nepomuk sowie ein steinernes Wegkreuz.